# Ruginoasa (Neamț)
Pour les articles homonymes, voir Ruginoasa.
Ruginoasa est une commune roumaine du județ de Neamț, dans la région historique de Moldavie et dans la région de développement du Nord-Est.

## Géographie
La commune de Ruginoasa est située dans l'est du județ, sur le Plateau moldave, à 21 km à l'ouest de Roman et à 28 km à l'est de Piatra Neamț, le chef-lieu du județ.
La municipalité est composée des deux villages suivants (population en 1992) :
- Bozienii de Sus (377) ;
- Ruginoasa (1 803), siège de la municipalité.

## Histoire
La commune de Ruginoasa a été formée en 2007 par la séparation des villages de Ruginoasa et Bozienii de Sus de la commune de Dulcești.

## Politique
Le Conseil Municipal de Ruginoasa compte 11 sièges de conseillers municipaux. À l'issue des élections municipales de juin 2008, Nicu Chirilă (PD-L) a été élu maire de la commune.
| Parti                          | Nombre de conseillers |
| ------------------------------ | --------------------- |
| Parti démocrate-libéral (PD-L) | 4                     |
| Parti social-démocrate (PSD)   | 4                     |
| Parti national libéral (PNL)   | 3                     |

## Démographie
On comptait en 2002 803 ménages dans les deux villages de Ruginoasa et Bozienii de Sus.
| 1992  | 2002  | 2007  |
| ----- | ----- | ----- |
| 2 180 | 2 099 | 1 993 |

## Économie
L'économie de la commune repose sur l'agriculture et l'élevage.

## Communications

### Routes
Ruginoasa est située sur la route nationale DN15D Piatra Neamț-Roman.